# Купалінка
Купалінка-купалінка, цёмная ночка,

Цёмная ночка, а дзе ж твая дочка,

Цёмная ночка, а дзе ж твая дочка.

Мая дочка у садочку ружу, ружу поліць,

Ружу, ружу поліць, белы ручкі коліць,

Ружу, ружу поліць, белы ручкі коліць.

Кветачкі рвець, кветачкі рвець,

Вяночкі звівае,

Вяночкі звівае, слёзкі пралівае,

Вяночкі звівае, слёзкі пралівае.

Купалінка-купалінка, цёмная ночка,

Цёмная ночка, а дзе ж твая дочка,

Цёмная ночка, а дзе ж твая дочка.
|              |  |                      |
| Михась Чарот |  | Володимир Теравський |

«Купалі́нка» (укр. Купалинка) — білоруська народна пісня про жінку на ім'я Купалина, чия дочка плете купальський вінок у ніч на свято Івана Купала. Набула широку популярність з початку 1920-их років після поетичного опрацювання тексту Михасем Чаротом, покладена на музику Володимира Теравського.

## Історія створення
1921 року поет Михась Чарот написав музичну п'єсу «На Купалле» для Білоруського драматичного театру, якому в той час був потрібен національний репертуар. Музику до п'єси створив композитор Володимир Теравський. Чарот вставив у п'єсу багато народних пісень у власному опрацюванні, зокрема й «Купалінку». Лише в 1920-их роках п'єсу зіграли понад 400 разів, багато пісень з неї стали популярними в народі.
Пісню «Купалінка», що є фрагментом музичного супроводу спектакля, виконувала головна героїня Олеся. Її грала непрофесійна актриса Олександра Александрович, в яку Михась Чарот був невзаємно закоханий і якій хотів присвятити цю пісню.
Обох творців пісні — і Михася Чарота, і Володимира Теравського було вбито під час сталінських репресій 1937—1938 років, після чого п'єсу було знято з репертуару театру, а імена поета та композитора довгі роки замовчували.

## Відомість
Пісня стала однією з найбільш відомих і популярних у Радянській Білорусі та інших республіках СРСР.
«Купалінку» виконували практично всі білоруські музичні колективи, зокрема «Песняры» та «Сябры», а також багато інших виконавців з інших країн — наприклад, Deep Purple, Тар'я Турунен.
У фільмі «Виклик» (2008) про партизанський загін братів Бельських партизани за сценарієм мали співати пісню «Чорны воран», але в кінцевому варіанті її замінили на «Купалінку».
Пісня є популярною серед учасників протестів у Білорусі 2020 року.